# Jales
Jales es un municipio brasileño situado en el noroeste del estado de São Paulo. Tiene una población de 47.012 habitantes (IBGE/2010) y área de 368,5 km². Se localiza cerca de 600 km de la ciudad de São Paulo.

## Geografía
Se localiza a una latitud 20º16'08" sur y a una longitud 50º32'45" oeste, estando a una altitud de 478 metros. Posee un área de 368,757 km².

### Demografía
| Población histórica del municipio | Población histórica del municipio | Población histórica del municipio | Población histórica del municipio |
| Año                               | Población                         |                                   | %±                                |
| --------------------------------- | --------------------------------- | --------------------------------- | --------------------------------- |
| 1950                              | 32 048                            |                                   | —                                 |
| 1958                              | 64 874                            |                                   | 102,4%                            |
| 1960                              | 36 457                            |                                   | −43,8%                            |
| 1970                              | 38 436                            |                                   | 5,4%                              |
| 1980                              | 38 601                            |                                   | 0,4%                              |
| 1991                              | 45 956                            |                                   | 19,1%                             |
| 2000                              | 46 186                            |                                   | 0,5%                              |
| 2010                              | 47 012                            |                                   | 1,8%                              |
| 2022                              | 48 776                            |                                   | 3,8%                              |
| [ 5 ] [ 6 ] [ 7 ]                 |                                   |                                   |                                   |

Datos del Censo - 2010
Población total: 89.012
- Urbana: 62.239
- Rural: 16.773
- Hombres: 30.113
- Mujeres: 33.765

Densidad demográfica (hab./km²): 127,57
Mortalidad infantil hasta 1 año (por mil): 14,17
Expectativa de vida (años): 72,15
Tasa de fertilidad (hijos por mujer): 1,96
Tasa de alfabetización: 90,92%
Índice de Desarrollo Humano (IDH-M): 0,804
- IDH-M Salario: 0,741
- IDH-M Longevidad: 0,786
- IDH-M Educación: 0,884

(Fuente: IPEAFecha)

### Clima
El clima de Jales puede ser clasificado como clima tropical de sabana (Aw), de acuerdo con la clasificación climática de Köppen. La temperatura máxima histórica de Jales de 42,4 °C fue registrada el 22 de septiembre de 2021.

### Hidrografía
- Arroyo Açoita Caballo
- Arroyo Arribada
- Arroyo Cascavel
- Arroyo de la Figueira
- Arroyo de las Peróbas
- Arroyo del Represa
- Arroyo del Café
- Arroyo de los Coqueiros
- Arroyo Figueirinha
- Arroyo Helena
- Arroyo Jataí
- Arroyo Laguna
- Arroyo Marimbondo
- Arroyo Matão
- Arroyo Matãozinho
- Arroyo Perobinha
- Arroyo Quebra-Cabaça I
- Arroyo Quebra-Cabaça II
- Arroyo Siete de Septiembre
- Arroyo Veadão
- Arroyo Veadinho

## Administración
- Prefecto: Humberto Parini - PT(2005/2012)
- Viceprefecto: Claudir Aranda - PSDB (2005/2012)
- Presidente de la Cámara:Rivelino Rodriguês - PSDB(2011/2012)

## Religión
El Cristianismo está presente en la ciudad de la siguiente manera:

### Iglesia Católica
La iglesia católica del municipio forma parte de la Diócesis de Jales.

### Iglesia Protestante
En la ciudad están presentes las más diversas creencias evangélicas, principalmente pentecostales, incluidas las Asambleas de Dios de Brasil (la iglesia evangélica más grande del país), Congregación Cristiana, entre otras. Estas denominaciones están creciendo cada vez más en todo Brasil.